# Chmielnicka Rada Obwodowa

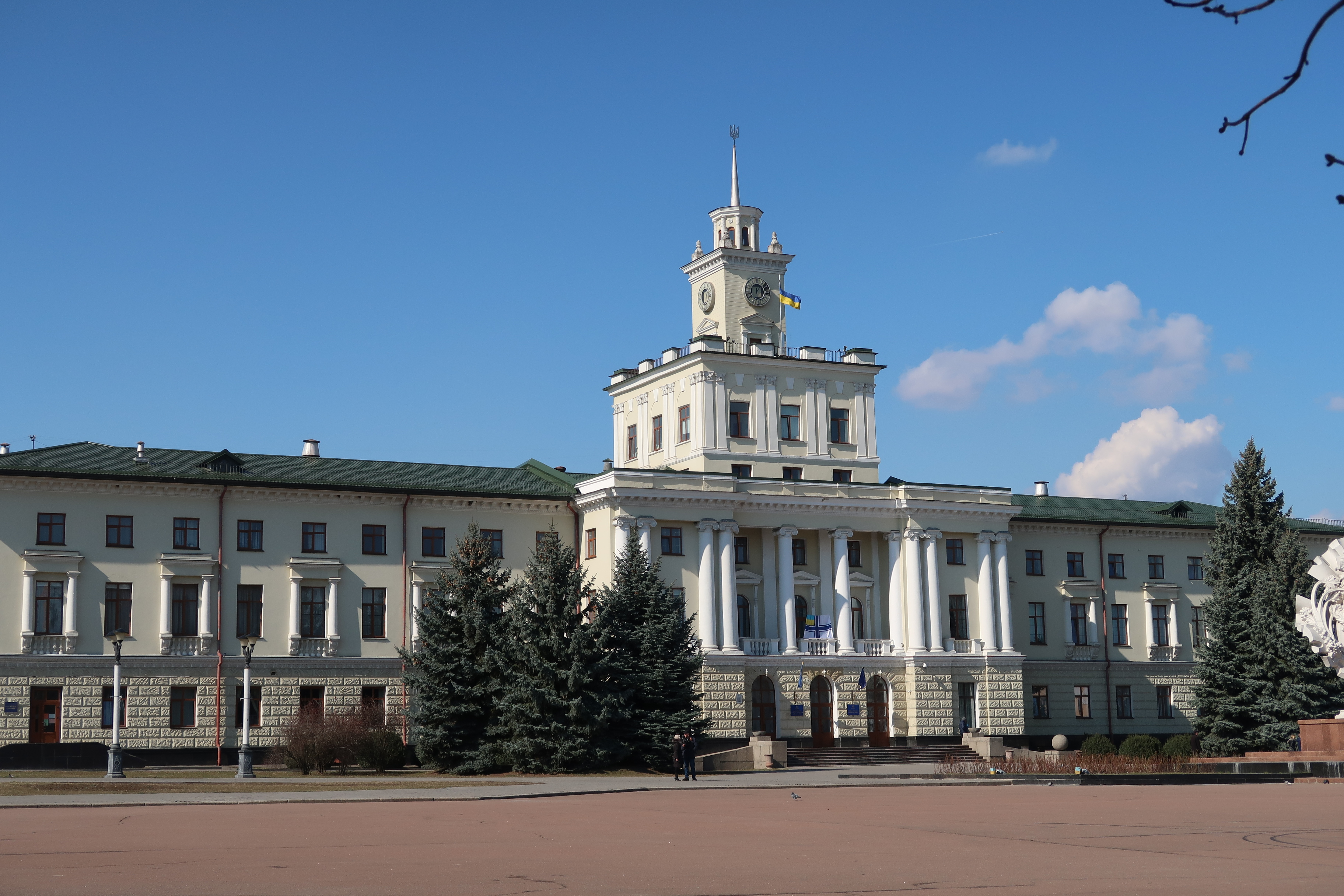
Budynek rady obwodowej

Chmielnicka Rada Obwodowa (ukr. Хмельницька обласна рада) – organ obwodowego samorządu terytorialnego w obwodzie chmielnickim Ukrainy, reprezentujący interesy mniejszych samorządów – rad rejonowych, miejskich, osiedlowych i wiejskich, w ramach konstytucji Ukrainy oraz udzielonych przez rady upoważnień. Siedziba Rady znajduje się w Chmielnickim.

## Przewodniczący Rady
- Iwan Hładuniak (od lipca 2006)
- Mykoła Derykot (od listopada 2010)
- Iwan Honczar (od 26 lutego 2014)